# Colletes dilatatus
Colletes dilatatus är en biart som beskrevs av Metz 1910. Colletes dilatatus ingår i släktet sidenbin, och familjen korttungebin. Inga underarter finns listade i Catalogue of Life.